# Манчестър Юнайтед от Свищов
„Манчестър Юнайтед от Свищов“ е български пълнометражен документален филм, режисиран от Стефан Вълдобрев.
Премиерата на филма се състои в рамките на 15-ия София Филм Фест от 2011 г., след което е показван и на редица други международни фестивали, включително в рамките на Юго-източния европейски павилион на фестивала в Кан..
Филмът представя живота на Марин Здравков Левиджов от Свищов в светлината на борбата му да смени рожденото си име с това на своя любим футболен клуб „Манчестър Юнайтед“. Сюжетът оставя по-скоро встрани футболните теми и се стреми да покаже съвременния живот в малък български град и жителите му, които всячески се опитват да избягат от заобикалящата ги действителност. Филмът поставя въпроса за идентичността и за желанието да бъдеш някой друг
„Манчестър Юнайтед от Свищов“ е първият документален филм на режисьора и сценарист Стефан Вълдобрев. Историята на борбата на Левиджов-Юнайтед с българските институции събужда любопитството на Вълдобрев. Запитвайки се за мотивите, вдъхновенията и разочарованията, каращи напълно нормален човек да предприеме толкова радикални стъпки към личността си, режисьорът решава, че трябва да създаде филм за Марин.

## Сюжет
Внимание:  Текстът по-долу разкрива сюжета на произведението (или части от него)!
Историята на Марин Левиджов започва през 1999 г. по време на финала от Шампионската лига между „Байерн“ (Мюнхен) и „Манчестър Юнайтед“. Към 89-а минута на мача неговите любимци от „Юнайтед“ губят с 0:1 и Левиджов заявява, че ако любимият му отбор обърне мача, той ще се преименува на Манчестър Юнайтед. В следващите 3 минути англичаните постигат обрат и предопределят перипетиите в живота на Мартин през следващите 15 години. Главният герой повежда битка с българската правна система, която след множество обрати завършва с частична победа за него.
По-голямата част от действието във филма се развива в крайдунавския град Свищов, където зрителите се запознават с живота на Левиджов-Юнайтед, неговото семейство, котката му Бекъм (наречена на едноименния футболист Дейвид Бекъм) и приятелите му. Всички герои, показани от режисьора, са обединени от недоволството си от ситуацията в страната и града си, както и от желанието да постигнат нещо и да бъдат нещо повече. Самият Левиджов е строителен работник, които изпитва трудности да си осигури постоянна работа.
Кулминацията на филма е телефонен разговор на Левиджов-Юнайтед с мениджъра на Димитър Бербатов - Емил Данчев. Данчев информира Левиджов, че му е осигурил пътуване до Великобритания, където ще има възможност да наблюдава мач на „Манчестър Юнайтед“. Филмът се фокусира върху силните емоции на Левиджов-Юнайтед преди и след футболната среща на Театъра на мечтите. Следва и среща със самия Димитър Бербатов, който по онова време е сред звездите на „Манчестър Юнайтед“. Последните минути на филма са посветени на завръщането на Левиджов-Юнайтед в родния Свищов, където животът продължава да тече по стария начин.

## Номинации и награди
„Манчестър Юнайтед от Свищов“ е номиниран за най-добър документален филм на международните фестивали в Сараево и Варшава. Печели наградата за най-добър документален филм/портрет на международния филмов фестивал в Минск,, както и Специалната награда на директорите на фестивала „Звездите на Шакен“ в Казахстан.